# Vlag van Hulshout
De vlag van Hulshout werd door de gemeenteraad op 24 mei 1989 officieel vastgesteld als de gemeentelijke vlag van de Antwerpse gemeente Hulshout. Op 20 juli 1989 werd hij door het Bestuur van Vlaanderen bevestigd en uiteindelijk gepubliceerd op 8 december 1990 in het officiële Belgisch Staatsblad.
Officieel wordt de vlag beschreven als:
Zeven even hoge banen van rood en van wit.
Er wordt geen verklaring over de kleuren van de vlag voor gegeven, maar waarschijnlijk zijn ze geleend van de Antwerpse stadsvlag.

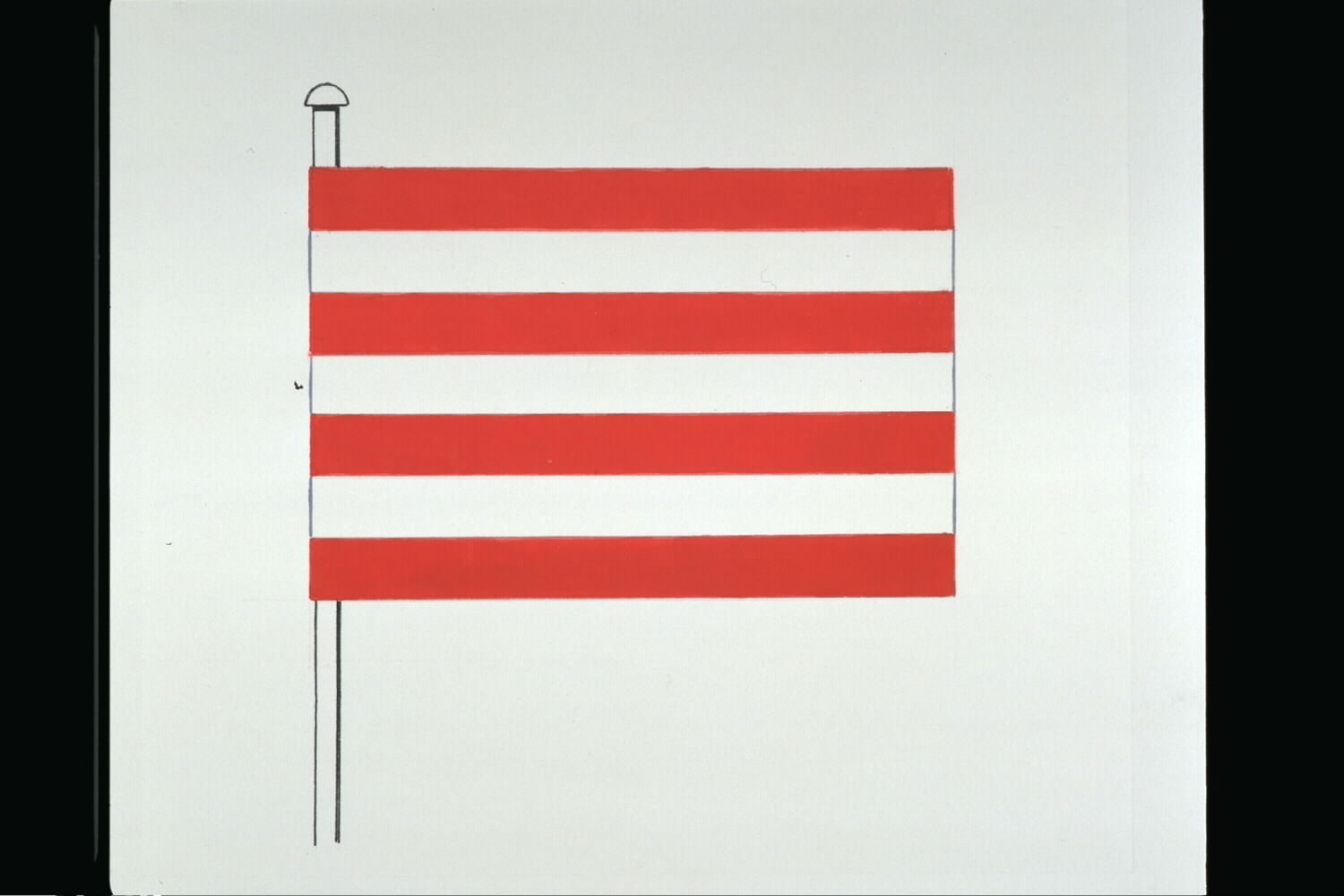
Officiële tekening van de vlag